# Jabal Saraj (huyện)
Jabal Saraj là một huyện thuộc tỉnh Parvan, Afghanistan. Dân số thời điểm năm 1999 là 101,861 người.